# 公西
公西是桃園市龜山區的一個聚落，舊名「坪頂」。地理上及生活上接近新北市林口區，是一個經濟支柱來自軍人的特殊地區。

## 地名
由兩個古地名組成，分別為「坪頂菜公堂」和「西勢湖」。

## 產業
當地科技產業最為盛行，華亞科技園區即為台塑集團所開發的工業區之一。另外桃園酒廠也積極發展觀光業。

## 交通

### 捷運
- 林口站 (桃園捷運)
- 長庚醫院站 (桃園捷運)

### 三重客運
- 786(原1206) 公西-醒吾科技大學-捷運新莊站-板橋公車站
- 858 華亞園區-明志科技大學-捷運丹鳳站-樹林車站
- 898 捷運迴龍站-黎明技術學院-長庚醫院
- 967 國立台灣體育大學-長庚大學-桃園酒廠-林口高中-高公局-行天宮-松山機場-台北長庚-南京敦化路口-國父紀念館-捷運市政府站
- 967直達 行駛動線與967類似，只差與沒繞駛林口市區。

### 國道客運
- 統聯客運
- 泛航客運
  - 2000路線：林口長庚-台北長庚
  - 2001路線：林口長庚-台北車站（鄭州）
  - 2003路線：林口長庚-桃花園飯店
  - 2004路線：林口長庚-中壢車站
- 豐原客運
  - 6606路線：台北轉運站-東勢
- 國光客運

### 道路
- 龜山一路
- 八德路
- 文化路

## 註解
1. ↑  因長庚紀念醫院林口院區正巧位於公西。
2. ↑  .   [2015-05-31]. （原始内容存档于2018-09-30）.

## 外部連結
- 公西老街特色[]
- 公西的由來[]
- 公西靶場缺錢，12億泡湯[永久]